# フローレンス・ナイチンゲール記章
フローレンス・ナイチンゲール記章（Florence Nightingale Medal）とは、赤十字国際委員会が看護に功労のあった看護師及び応急手当において著しい貢献をした篤志看護補助者などを対象に授与される記章である。

## 概要
フローレンス・ナイチンゲール記章は1907年の第8回、1912年の第9回赤十字国際会議の決議に基づいて制定された「フローレンス・ナイチンゲール基金」によって創設された表彰記章である。医療看護の分野で国際的な功績著しいフローレンス・ナイチンゲールの生誕100周年を記念して1920年に第1回の記章の授与がなされた。当初は女性のみを対象としていたが、第34回以降の授与では男性も受章対象者に含まれ、今日に至っている。
記章は銀めっきされた金属製のアーモンド型メダル。表面は燭を手にしたナイチンゲール像と「1820〜1910年フローレンス・ナイチンゲール女史記念」の文字があり、裏面には受章者名と、ラテン語で「博愛の功徳を顕揚し、これを永遠に世界に伝える」と刻まれる。
記章の授与手順は、世界各国の赤十字社が同社の委嘱した選考委員会に諮問し、赤十字国際委員会に候補者を推薦する。赤十字国際委員会は各国から集まった候補者について慎重な審議選考を行った上、隔年ごとに最大50名の者に授与する。授与式は「国の元首または赤十字総裁が記章の崇高な名誉にふさわしい厳粛な式を行って授与する」と規定されており、日本では、日本赤十字社名誉総裁である皇后より授与される。「フローレンス・ナイチンゲール記章授与式」は、2019年が第47回。

## 主な日本人受章者
- 萩原タケ（1920年）
- 山本ヤヲ（1920年）
- 湯浅うめ（1920年）
- 稲田ユキ（1923年）
- 等々力いく（1925年）
- 玉木ゑい（1927年）
- 香川ミドリ（1929年）
- 水野ケイ（1929年）
- 大塚すゑ（1931年）
- 本間シゲ（1931年）
- 大野ヨリ（1933年）
- 藤井とも（1933年）
- 森本シカ（1935年）
- 小野モセ（1937年）
- 田淵まさ代（1937年）
- 秋山みよ（1939年）
- 久野恵津（1947年）
- 東山アキエ（1947年）
- 戸村よしを（1947年）
- 杉山里つ（1951年）
- 国部 ヤスエ（1951年）
- 加藤きん（1953年）
- 山田タフ（1953年）
- 谷本竹野（1955年）
- 三上千代（1957年）
- 井深八重（1961年）
- 篠崎ハル（1961年）
- 山崎秀子（1961年）
- 安部八重（1963年）
- 内山喜久代（1965年）
- 牧田きせ（1965年）
- 潮田きよ（1965年）
- 鈴木もよ（1967年）
- 仁木イワノ（1967年）
- 小山シズ（1969年）
- 細川ふみこ（1975年）
- 高瀬松子(1975年）
- 岡トヨ（1975年）
- 甲賀はな（1977年）
- 飯塚スヅ（1979年）
- 小林清子（1979年）
- 松守敏（1981年）
- 眞玉橋ノブ（1985年）
- 大嶽康子（1987年）
- 松浦京（1989年）
- 新井サダ（1989年）
- 大森文子(1991年）
- 岩田ウタ（1995年）

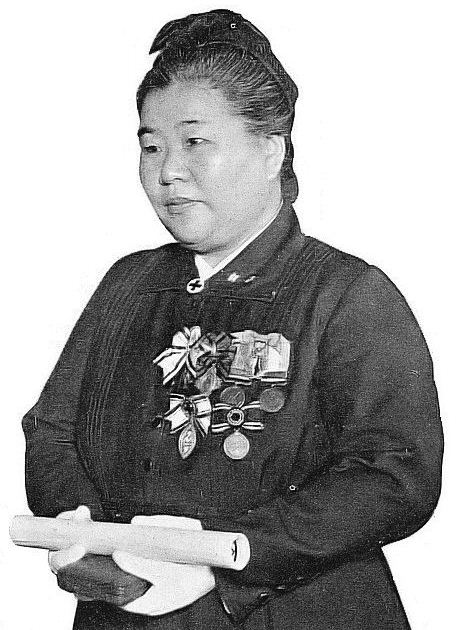
フローレンス・ナイチンゲール記章（下段向かって左）を着けた本間シゲ（1931年）

- 金城妙子（1999年）※保健婦としては初の受章
- 石本茂（2001年）
- 徳永瑞子（2005年）
- 樋口康子（2005年）
- 川嶋みどり（2007年）
- 松木光子（2007年）
- 齋田トキ子（2009年）
- 村松静子（2011年）[2]
- 南裕子（2011年）
- 久常節子（2013年）[3]
- 金愛子（2013年）
- 惣万佳代子（2015年）[4]
- 山田里津（2015年）
- 伊藤明子（2017年）[5]
- 竹下喜久子（2019年）[6]。
- 秋山正子（2019年）
- 苫米地則子（2021年）
- 藤田千代子（2021年）
- 髙原美貴（2023年）
- 草間朋子（2023年）
- 今村節子（2023年）
- 春山典子   (2025年)
- 紙屋克子   (2025年)
- 河野順子   (2025年)